# Longhua (Shenzhen)
| Longhua – 龙华新区                                | Longhua – 龙华新区           |
| Lage von Longhua in Shenzhen                      | Lage von Longhua in Shenzhen |
| ------------------------------------------------- | ---------------------------- |
| Lage von Longhua (ockergelb im westlichen Norden) |                              |
| Basisdaten                                        |                              |
| Einwohnerzahlen                                   |                              |
| Volkszählung:                                     | 2.528.872 (Stand: 2020)      |
| Fläche:                                           | 175,58 km²                   |
| Telefonvorwahl:                                   | 0755                         |
| PLZ:                                              | 518110                       |

Longhua (chinesisch 龙华新区, Pinyin Lónghuá Xīnqū) ist ein „Neuer Stadtbezirk“ der südchinesischen Stadt Shenzhen in der Provinz Guangdong. Er wurde am 30. Dezember 2011 gegründet. Es handelt sich um einen sogenannten „funktionalen“ Stadtbezirk, um eine Verwaltungsgliederung zweiten Grades, also eine „Stadtmittelbehörde“. Das bedeutet, dass Longhua im Gegensatz zu den „alten“ Stadtbezirken Shenzhens keinen Volkskongress, keine Konsultativkonferenz und vor allem keine vom Volkskongress gewählte Volksregierung (人民政府) hat. Stattdessen wird seine Verwaltung direkt von der Stadt Shenzhen bestimmt und eingesetzt.

## Administrative Gliederung
Auf Gemeindeebene setzt sich Longhua aus vier Straßenvierteln zusammen. Diese sind:
- Straßenviertel Dalang (大浪街道);
- Straßenviertel Guanlan (观澜街道);
- Straßenviertel Longhua (龙华街道);
- Straßenviertel Minzhi (民治街道).